# Argusfazant
De argusfazant (Argusianus argus) is een hoenderachtige vogel uit de familie Phasianidae. De wetenschappelijke naam van de soort werd als Phasianus Argus in 1766 gepubliceerd door Carl Linnaeus. Het is een door habitatverlies kwetsbaar geworden vogelsoort die voorkomt in Zuidoost-Azië.

## Kenmerken
De haan is 160 tot 200 cm lang en de hen is 72 tot 76 cm. De vogels wegen tussen de 1360 en 2720 gram (hen gemiddeld 800 gram lichter). De haan is bont getekend met talloze eironde oogvlekken ("argusogen") op de staart- en vleugelveren.Het mannetje heeft een lange staart (105 tot 143 cm), het vrouwtje een kortere staart (30 tot 36 cm). De kop en nek zijn grotendeels kaal en lichtblauw van kleur. Op de kop en in de nek zijn er korte, grijze en zwarte veertjes.

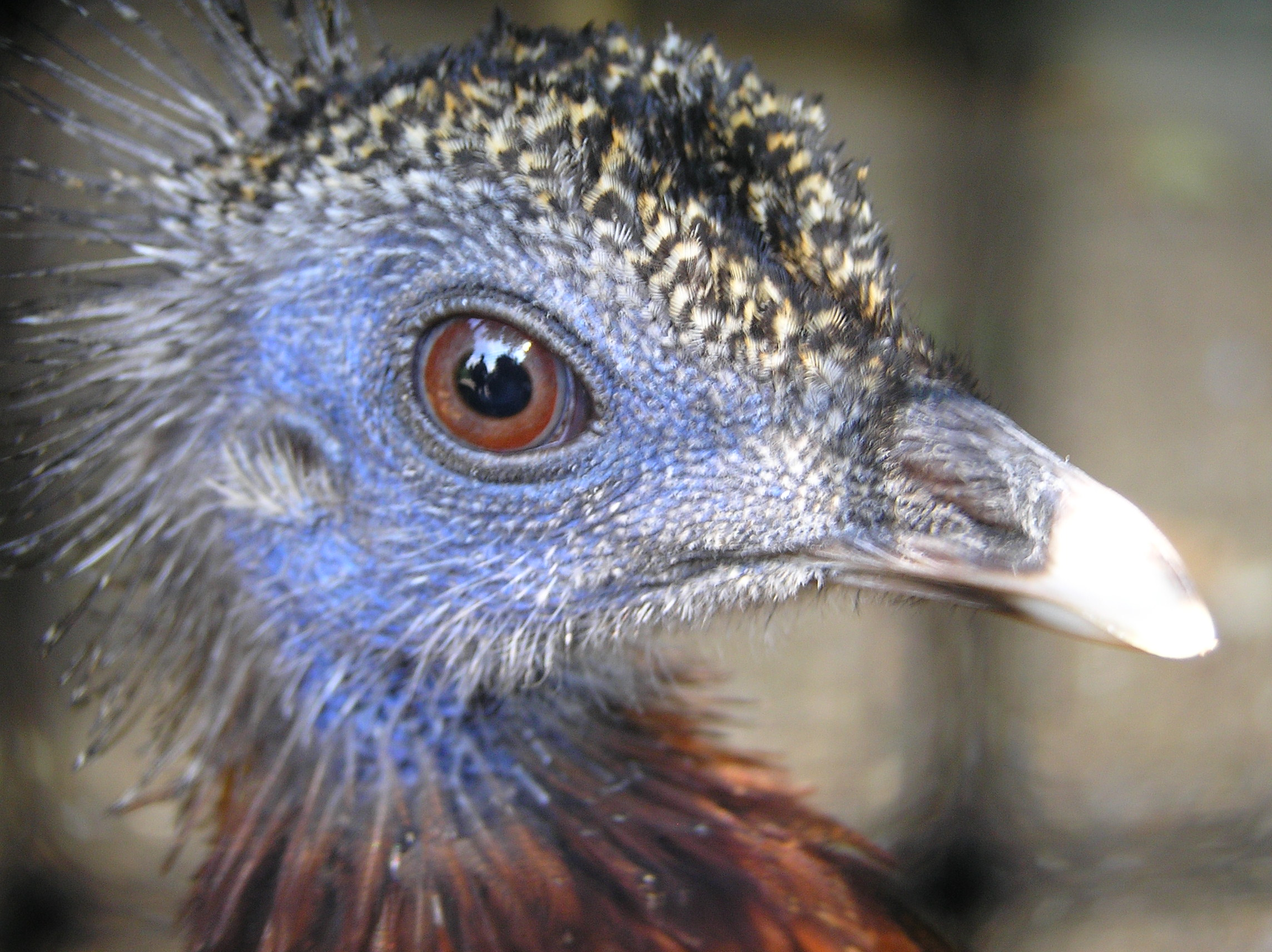
Kop van de Argusfazant (vrouwtje)
(Argusianus argus argus)

## Verspreiding en leefgebied
Deze soort komt voor in de tropische bossen van Zuidoost-Azië, met name Borneo, Sumatra en het schiereiland Malakka. De leefgebieden liggen bij voorkeur in ongerept regenwoud met grote bomen en enige onderbegroeiing, meestal in laagland onder de 900 meter boven zeeniveau.
De soort telt twee ondersoorten:
- A. a. grayi: Borneo.
- A. a. argus: Malakka en Sumatra.

## Voedsel
De argusfazant voedt zich vooral aan vruchten die op de bodem van het regenwoud zijn gevallen.

## Voortplanting
Om een hen te lokken voert het mannetje een ingewikkelde dans uit op een speciaal plekje dat hij voor dat doel vrij van dorre bladeren en ander afval heeft gemaakt. Alleen de hennen brengen de jongen groot.

## Status
De grootte van de populatie werd in 2017 door BirdLife International geschat op ruim 100.000 individuen. Deze fazant verblijft vooral in beheerde bosreservaten. Populatie-aantallen nemen af door de vangst voor verkoop als siervogel, jacht en habitatverlies. Het leefgebied wordt in de 21e eeuw sterk aangetast door ontbossing. Om deze redenen staat de soort als kwetsbaar op de Rode Lijst van de IUCN.

## Afbeeldingen

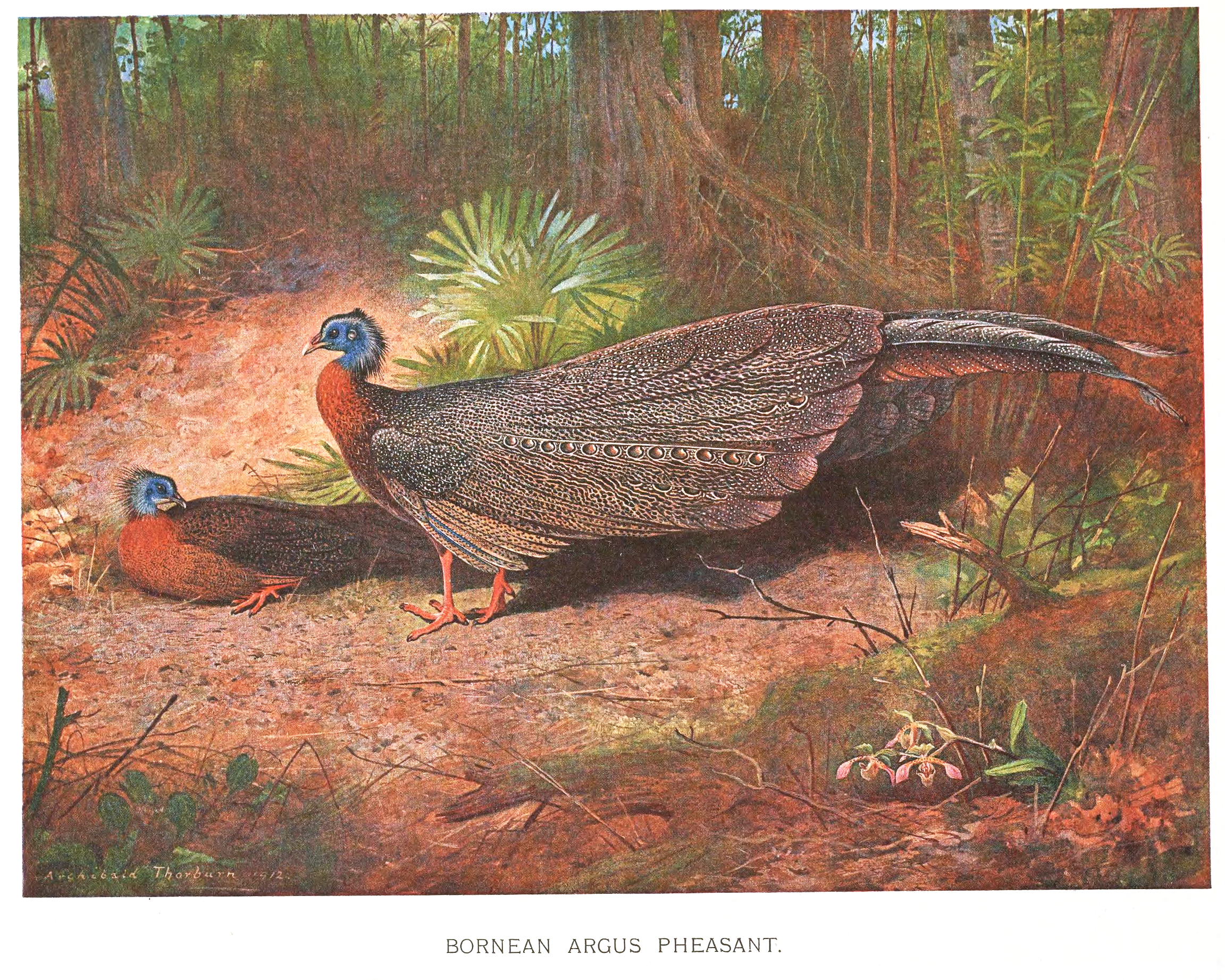
Argusianus argus grayi (1918), Archibald Thorburn
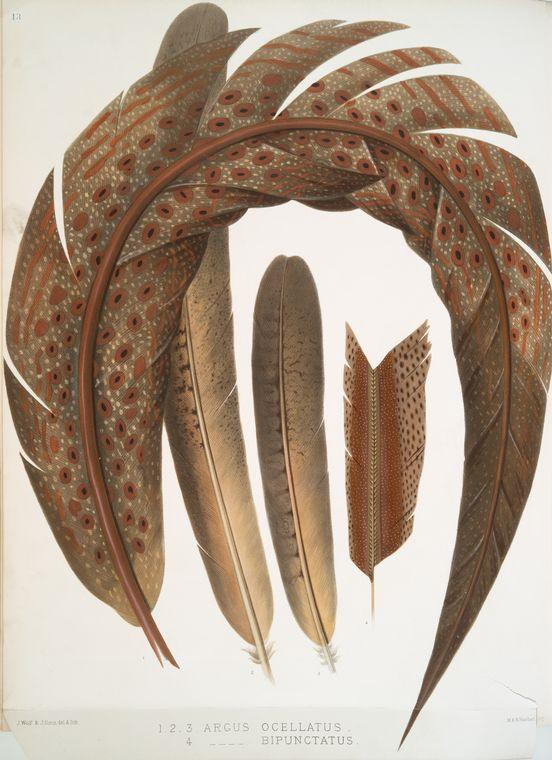
'Argusogen' op de veren van een haan
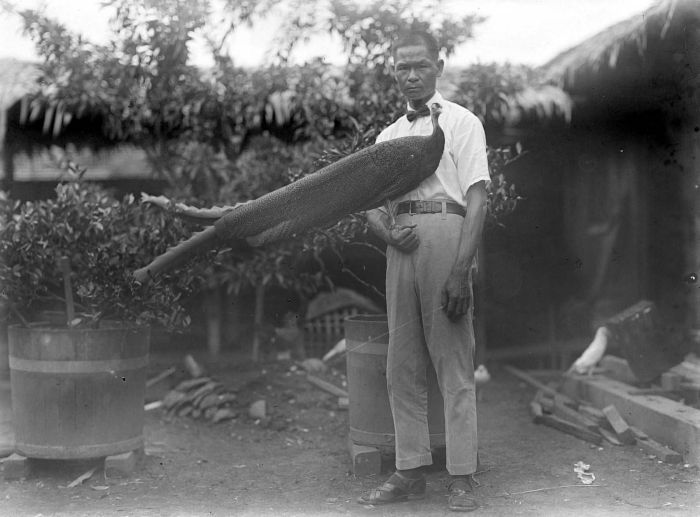
Tamme argusfazant in 1930 op Borneo Wereldmuseum Amsterdam
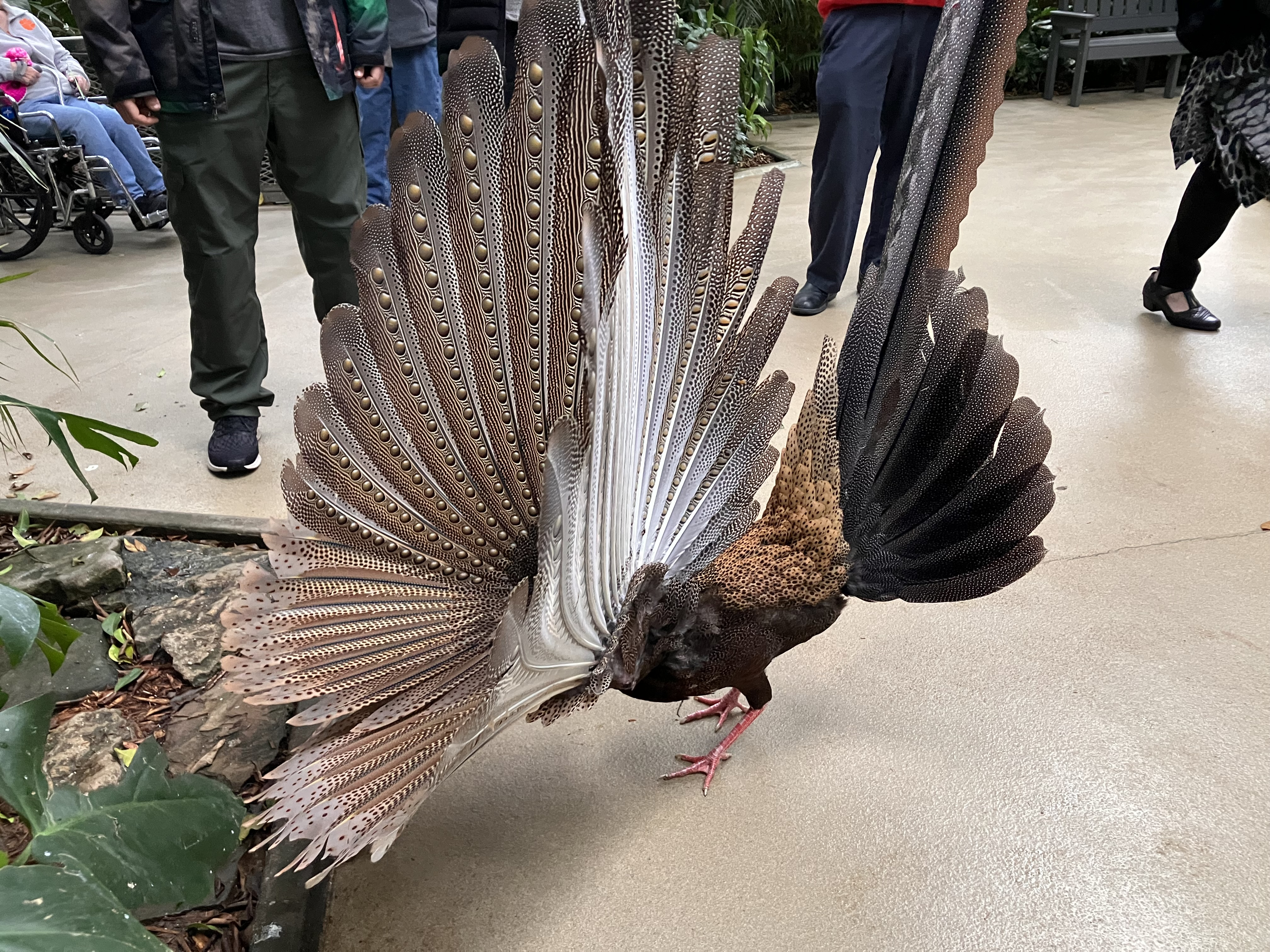
Argusfazant met opstaande veren in de National Aviary van Pittsburgh
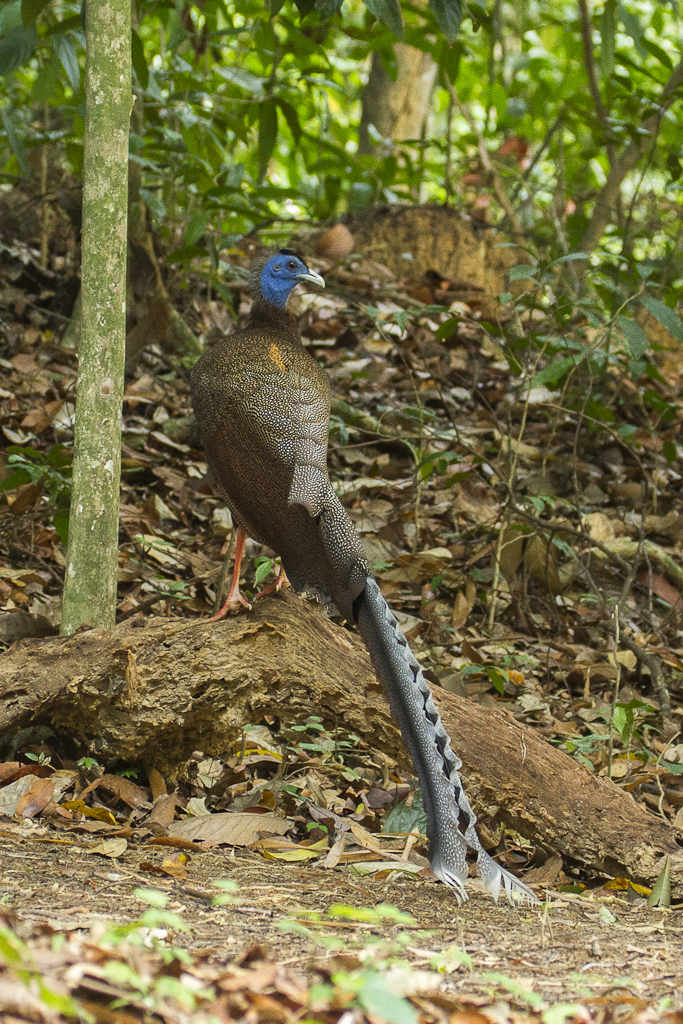
Argusfazant in Khao Sok (Thailand)